# Heroine (canção)
"Heroine" é uma canção gravada pelo cantora sul-coreana Sunmi. Foi lançado em 18 de janeiro de 2018, pela MakeUs Entertainment e The Black Label e distribuído pela LOEN Entertainment, com seu video musical estreando no mesmo dia.
Após o sucesso de sua single "Gashina", que articulou uma atitude cínica após uma separação, a Sunmi conceituou a "Heroine" como uma narrativa pré-narrativa. Ela inspirou o filme de Adrian Lyne Nine 1/2 Weeks (1986), expressando um sentimento de "o show tem que continuar", pois o protagonista lida com um relacionamento turbulento. Musicalmente, a música é conhecida por suas influências da Britpop e da tropical house.

## Composição
A música é escrita por Sunmi e Teddy, e produzida por Teddy ao lado de 24.

## Lançamento e antecedentes
Em 18 de dezembro de 2017, foi revelado que o cantora estava se preparando para um retorno com o objetivo de lançar uma nova música em janeiro de 2018 sem mais detalhes. Em 2 de janeiro, um lançamento de imagem foi lançado revelando o nome como "Heroine" e o produtor como The Black Label, marcando sua segunda colaboração com o rótulo de YG após "Gashina". A data de lançamento foi definida para 18 de janeiro às 6h KST. Um dia depois, um breve clipe foi lançado, intitulado "prequel" para o vídeo oficial da música. Em 3 de janeiro, um horário completo foi lançado, revelando as datas de imagens e video-teasers, a partir de 4 de janeiro.
A música foi lançada em 18 de janeiro de 2018, através de vários portais de música, incluindo MelOn na Coréia do Sul.

## Vídeo musical
O primeiro video- teaser de música foi lançado em 15 de janeiro e mostra o cantora descendo de um carro para depois mostrar um close-up de seu rosto. Um segundo elogio intitulado "Scene # 2" foi lançado um dia depois, e mostra o cantora correndo e dançando no mesmo lugar que o primeiro provocador. O video oficial foi lançado em 18 de janeiro.

## Controvérsia
Depois que a música foi lançada, os fãs e os internautas notaram que a música é muito parecida com "Fight for This Love" da cantora inglesa Cheryl. A música está agora sob uma suspeita de plágio.